# Andrés Quintana Roo (Chiapas)
Andrés Quintana Roo es una localidad del estado mexicano de Chiapas. Es parte del municipio de Sabanilla.

## Toponimia
El nombre de la localidad rinde homenaje a Andrés Quintana Roo, héroe de la Independencia de México.

## Demografía
| Gráfica de evolución demográfica |
|                                  |

| Censo | Población |
| ----- | --------- |
| 1940  | 180       |
| 1950  | 319       |
| 1960  | 383       |
| 1970  | 479       |
| 1980  | 619       |
| 1990  | 817       |
| 2000  | 714       |
| 2010  | 786       |
| 2020  | 1070      |